# Cele cinci triburi civilizate

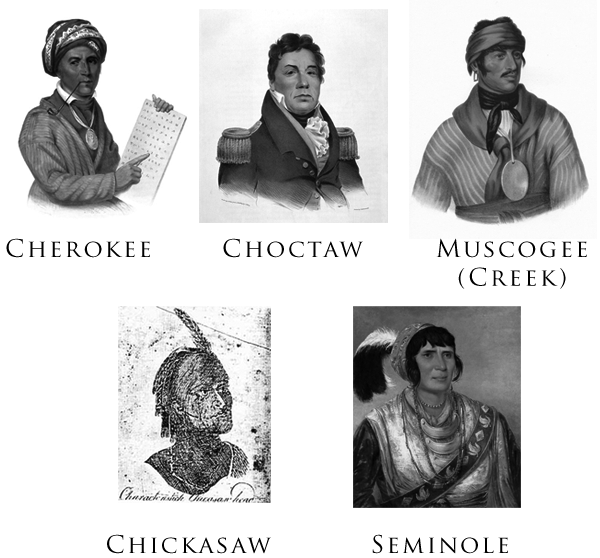
Galerie cu cele cinci triburi civilizate. Portretele au fost elaborate/pictate între 1775 şi 1850.

Cele cinci triburi civilizate au fost cinci națiuni amerindiene: cherokee, chickasaw, choctaw, creek și seminole.

## Date generale
Aceste triburi au fost considerate civilizate de coloniștii anglo-europeni, în cursul perioadei coloniale federale, deoarece ele au adoptat multe dintre obiceiurile coloniștilor. Triburile au avut, în general, relații bune cu vecinii lor. George Washington și Henry Knox au propus transformarea culturală pentru americanii nativi. Cherokee și Choctaw au avut succes la integrarea în aspectele culturii europene-americane pe care le-au găsit utile. Cele cinci triburi civilizate au trăit în sud-estul Statelor Unite, înainte de relocarea lor, de către guvern, în alte părți ale țării, în special în viitoarea Oklahoma.